# Penstemon plagapineus
Penstemon plagapineus är en grobladsväxtart som beskrevs av Richard Myron Straw. Penstemon plagapineus ingår i släktet penstemoner, och familjen grobladsväxter. Inga underarter finns listade i Catalogue of Life.